# Catalina de Vendôme
Catalina de Vendôme (1354 - 1 de abril de 1412), condesa de Vendôme y de Castres (1372-1403) fue una noble francesa, hija de Juan VI de Vendôme y Juana de Ponthieu.
Tras las muertes de su hermano mayor el conde Burcardo VII de Vendôme, su cuñada y su sobrina Juana, heredó el condado de Vendôme el cual administró conjuntamente con su marido Juan I de Borbón-La Marche y VII de Vendôme y tras la muerte de este, con su hijo Luis hasta 1403 con lo que fusionó sus posesiones con las de la casa de Borbón.

## Matrimonio y descendencia
En 1364 se casó con el conde Juan I de Borbón-La Marche y fruto de dicho matrimonio nacieron:
- Jaime (1370-1438), conde de La Marche y Castres.
- Isabel (n. 1373), monja en Poissy
- Luis (1376-1446), conde de Vendôme.
- Juan (1378-1457), señor de Carency. Casado con Catalina, hija de Felipe de Artois, conde de Eu, sin descendencia. Tras enviudar, casó en 1420 con su amante Jeanne de Vendômois, con quien tuvo descendencia.
- Ana (c. 1380 - París, septiembre de 1408), casada con Juan II de Berry, conde de Montpensier, y en segundas nupcias con Luis VII, duque de Baviera.
- María (1386 - fl. 11 de septiembre de 1463), señora de Brehencourt. Casó con Juan de Baynes, Señor de la Croix.
- Carlota (1388 - 15 de enero de 1422), casada en 1411 con el rey Jano de Chipre.

| Predecesores: Burcardo VII Juana | Condesa de Vendôme 1372-1403 | Sucesor: Luis I   |
| Predecesores: Burcardo VII Juana | Condesa de Castres 1372-1403 | Sucesor: Jaime II |